# Maurice Baring
Maurice Baring, född 27 april 1874, död 14 december 1945, var en engelsk diplomat, journalist och författare. Han var son till Edward Baring, 1:e baron Revelstoke.
Efter några år i diplomatisk tjänst ägande sig Baring åt journalistik och var bland annat korrespondent i Ryssland 1905-08. Han deltog med utmärkelse i första världskriget som pilot. Baring var en intim kännare av Ostasien, Balkanländerna och främst Ryssland. Bland hans arbeten märks Dead letters (1910, svensk översättning Obrutna brev 1915), Russian essays and studies (1908) och Cat's cradle (1925).